# Kosmologische constante
De kosmologische constante wordt binnen de kwantummechanica gezien als de energie-inhoud van het vacuüm.  Het symbool dat in formules doorgaans voor de constante wordt gebruikt is de Griekse hoofdletter lambda: {\displaystyle \Lambda }.

## Kosmologie
De kosmologie is de wetenschap die de structuur en de geschiedenis van het heelal bestudeert. De kosmologische constante was in eerste instantie een correctiefactor, die door Albert Einstein aan de algemene relativiteitstheorie is toegevoegd. Een gevolg van zijn theorie was dat het heelal steeds groter werd, dat hij met de kosmologische constante probeerde te compenseren. Hij ging er nog van uit dat het heelal altijd even groot was en bleef. De ideeën zijn veranderd en er is daarna nog veel onzekerheid geweest over deze constante, zelfs over het teken, en met de mogelijkheid dat de constante nul is. De kosmologische constante is tegenwoordig in diverse heelalmodellen weer actueel wegens de versnelde uitdijing van het heelal. Volgens een huidige schatting is deze positief en in de orde van 10−52 m−2. 

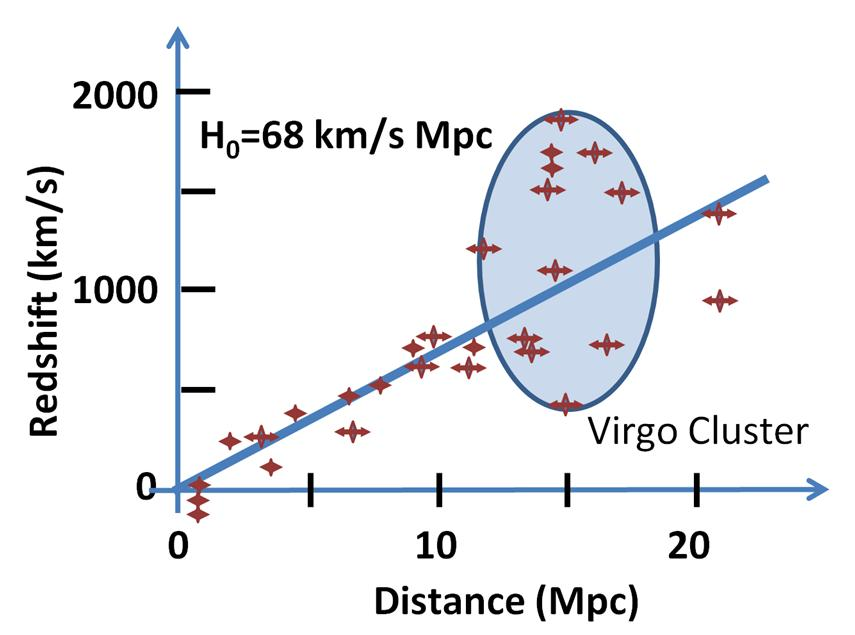
Wet van Hubble-Lemaître: roodverschuiving als functie van de afstand

Toen Einstein de algemene relativiteitstheorie opstelde, stelde hij vast dat het resulterende systeem geen statische oplossing had. Zet een aantal massa's bij elkaar en ze zullen onherroepelijk elkaar aantrekken. Omdat men toen geloofde dat het heelal statisch was, voegde hij een extra kosmologische constante toe, die de ruimte uit zichzelf de mogelijkheid gaf uit te dijen of in te krimpen. Als deze constante de juiste waarde had, kon zij precies de ineenstorting van het heelal tegengaan. Einstein meende later zelf dat hij zich met het toevoegen van de kosmologische constante aan de vergelijking met alleen een metrische tensor had vergist.
Het duurde maar een paar jaar voor de kosmologische constante werd afgedaan. De metrische uitdijing van de ruimte werd ontdekt en met de wet van Hubble-Lemaître beschreven. Het heelal was dus niet statisch en de aantrekking van de zwaartekracht leidde tot een vertraging van deze uitdijing. Bovendien bleek uit diepere berekeningen dat de kosmologische constante ook niet werkte om het heelal statisch te houden, het heelal zou alleen statisch zijn en blijven als het volmaakt uniform was. Iedere afwijking daarvan veroorzaakt uitdijing dan wel inkrimping.

## Kwantumtheorie
De kosmologische constante steekt in de moderne kwantummechanica toch weer de kop op. Het is de energie-inhoud van het vacuüm en heeft daardoor een natuurkundige betekenis. Hoewel in Einsteins tijd werd verondersteld dat deze energie-inhoud nul was, is dat tegenwoordig niet het geval. Virtuele deeltjes zorgen ervoor dat ook in het vacuüm nog steeds energie aanwezig is.
Vanuit de kwantumfysica zijn pogingen ondernomen om de waarde van deze kosmologische constante te berekenen, maar de gevonden waarden zijn groter dan uit kosmologische overwegingen voor mogelijk wordt gehouden, tot 10150 keer zo groot. Juist door dit grote verschil werd in de jaren 80 en 90 aangenomen dat de kosmologische constante toch nul zou zijn. Het leek waarschijnlijker dat een of ander nog onbekende symmetrie ertoe leidde dat de diverse factoren elkaar precies ophieven dan dat de som van een aantal getallen van dergelijke grootte-ordes wel bijna, maar niet precies nul zou zijn. Dit veranderde in 1998 toen men ontdekte dat de uitdijing van het heelal niet vertraagde maar versnelde. Een dergelijk gedrag kan eigenlijk alleen door een kosmologische constante worden verklaard. De energie die voor deze versnelde uitdijing nodig is, is de donkere energie.